# Merienda

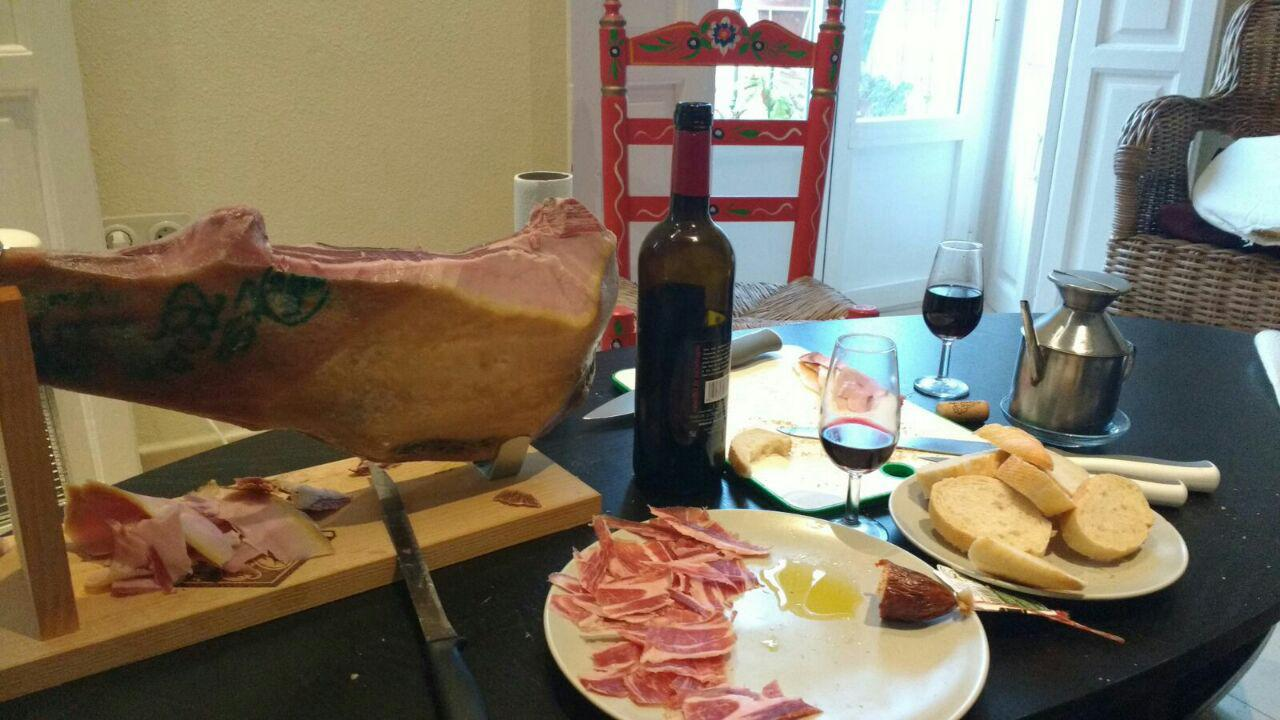
Merienda servida para tomar un ligero bocadillo de jamón y una copa de vino tempranillo.

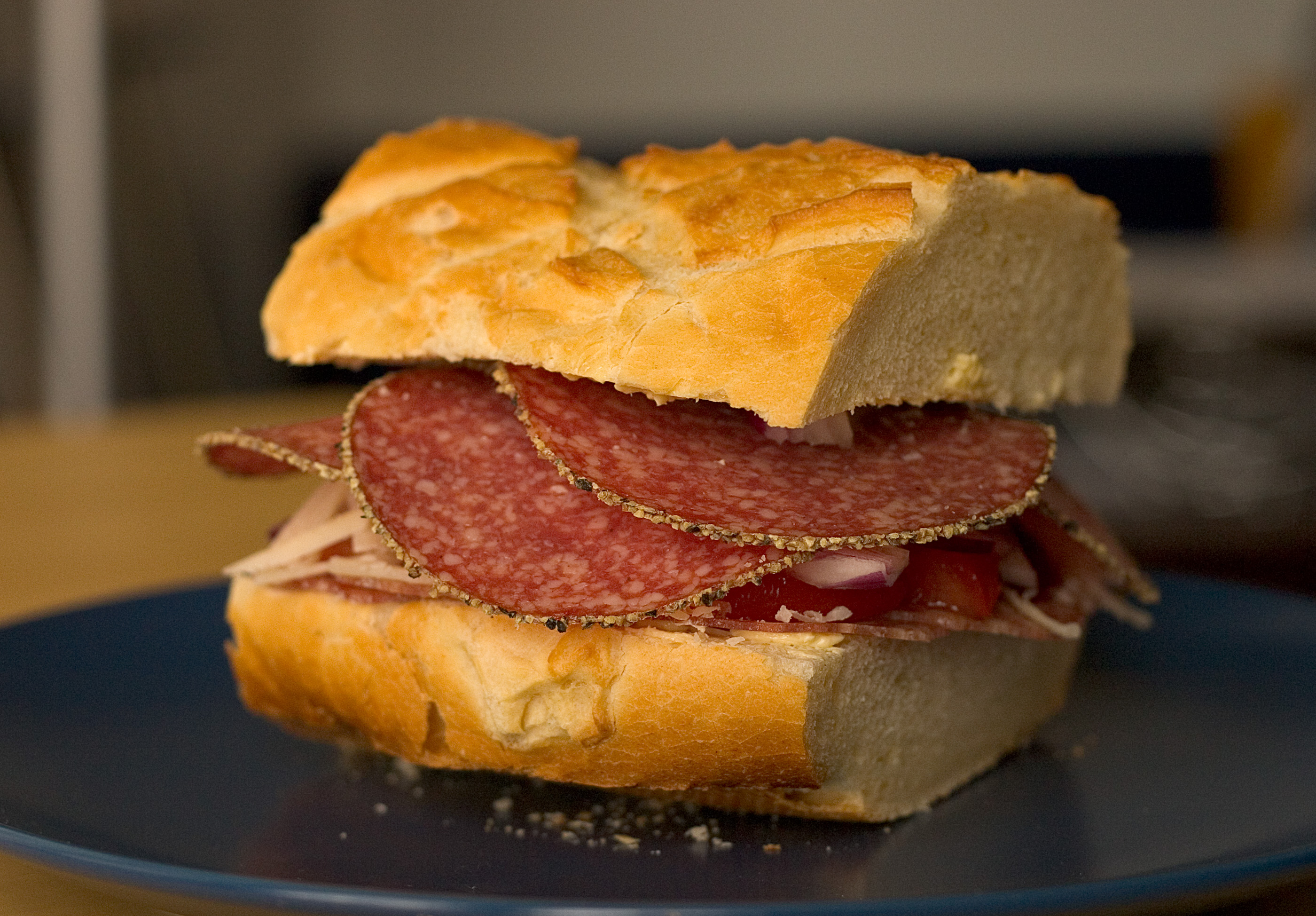
En muchos países supone un pequeño bocadillo de embutido.

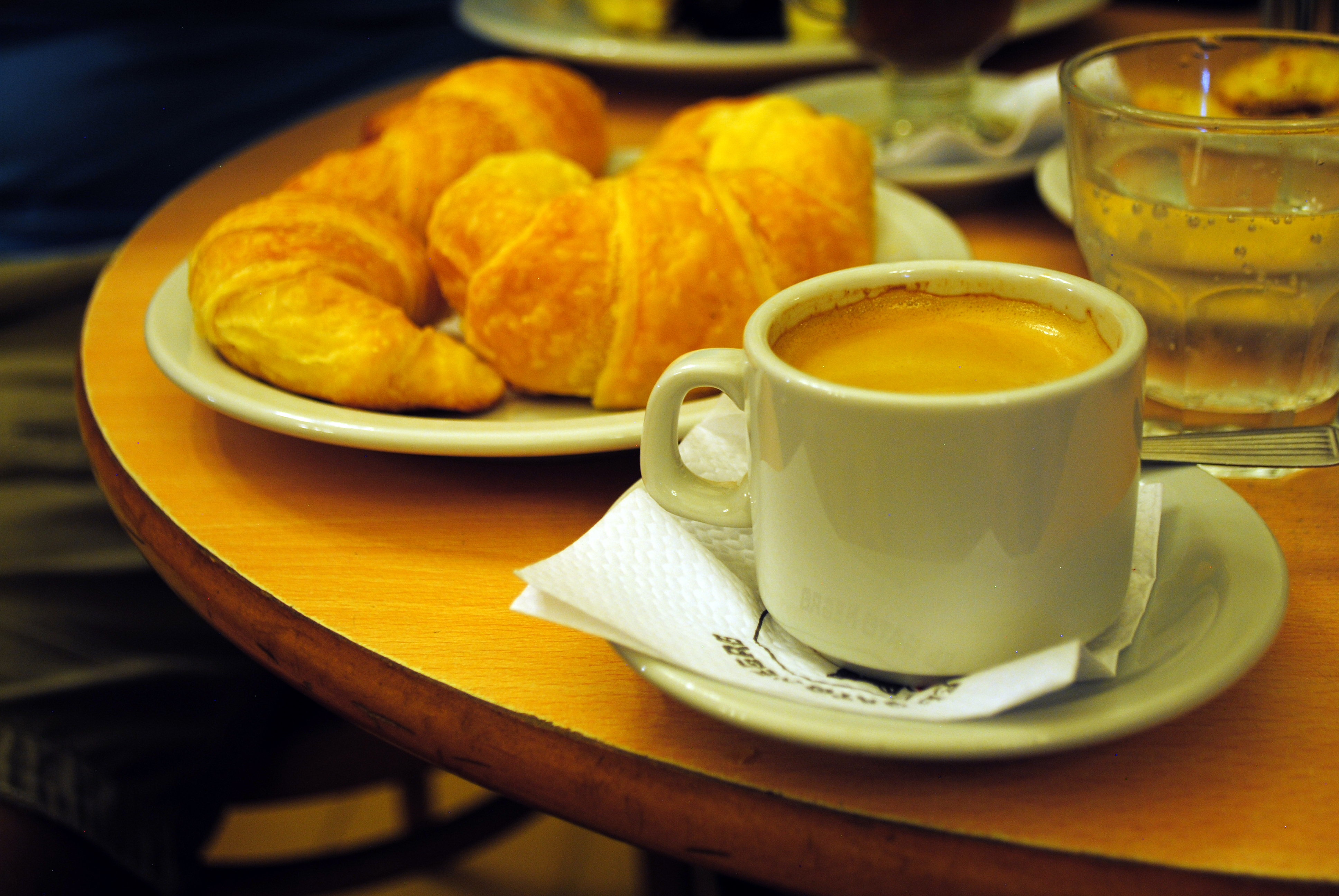
Merienda servida en el Café El Gato Negro, Buenos Aires.

La merienda es un tipo de comida ligera que se toma a media tarde o media mañana, entre la comida y la cena. Una merienda tiene muchas opciones disponibles como galletas, bollería, bocadillos, o pieza de pan con companajes como fiambre, embutido, queso, atún, paté,  acompañado de alguna bebida, fría o caliente, como café, chocolate caliente, leche, batido, o zumo, entre otros. También puede consistir en alguna pieza de fruta, yogur, etc.

## La merienda en el mundo
- En México, la merienda puede ser antes o en sustitución de la cena, suele consistir de un vaso de leche, té, café o cualquier bebida caliente acompañada de una pieza de pan dulce o tostado, bizcocho con miel o pastel. La merienda nunca incluye alimentos tipo “plato fuerte” sino que es una porción pequeña de una bebida caliente y algún sólido. El horario de la merienda en México puede ser el mismo que el de la cena, es decir, a partir de las 6 o 7 p. m.
- En Argentina, Paraguay y Uruguay, se toma la merienda por la tarde, entre 16 y las 19 hs, entre el almuerzo y la cena. En general consta de una infusión, que puede ser mate, café, leche con cacao, mate cocido o té, y un alimento sólido panificado dulce o salado, como por ejemplo galletitas, bizcocho, bizcochitos de grasa, pan o tostadas untadas con mermelada, dulce de leche, humitas, manteca o miel. En Argentina y Uruguay suele denominarse coloquialmente "la leche".
- En Bolivia se llama merienda a una comida ligera entre el desayuno y el almuerzo o el almuerzo y la cena. La hora del té es un ejemplo de merienda por la tarde. En la práctica, es muy parecida a las meriendas argentinas.
- En Chile se denomina popularmente once, es una mezcla de la hora del té británica y la merienda española, y se toma generalmente entre las 17:00 y 20:00, pudiendo incluso tomarse tarde, como a las 21:00 o 22:00. Se suele consumir una taza de té o café, acompañado de panificados dulces o salados.
- En Colombia se denomina onces en la zona andina central y algo o alguito en Antioquia y suele incluir chocolate caliente y café o té con leche. Se toma entre las 16:00 (4:00 p. m.) y las 18:30 (6:30 p. m.), en Antioquia se le llama merienda a una comida ligera que se toma en la noche antes de dormir, también se toma a las 9:00 a. m. (media-mañana).
- En Costa Rica se acostumbra merendar por la tarde, entre las 16:30 y las 17:30, después del almuerzo y antes de la cena. Usualmente se da un consumo extendido de tosteles y bollería, así como de galletas, bizcochos, pan o tostadas con mermeladas, dulce de leche, queso o jamón. Además se beben café, aguadulce, té, infusiones, chocolate con leche frío o caliente y —en menor medida— algún refresco. Suele denominarse coloquialmente como el café o tomar café, debido a que esta bebida goza de intrínseca popularidad.
- En Cuba en ambientes escolares y laborales, se toma a las 10:00 y a las 16:00.
- En España es muy usual, sobre todo entre niños, se suele tomar alrededor de las 17:00, aunque no es infrecuente que se tome hasta las 20:00. Suele consistir en un simple bocadillo elaborado con embutidos, fiambre, dulces o fruta, acompañado de leche o zumo.
- En Francia es usual a las 16:00.
- En Nicaragua es común tomarla a las 10:00; y en la tarde a las 16:00.
- En Perú se denomina lonche, del anglicismo lunch. Es tradicional que toda la familia se reúna y coma junta. En el lonche se suele consumir una taza con café, té, manzanilla o leche (usualmente con cocoa o chocolate en polvo), acompañado de pan (cualquier tipo de pan) con jamón, jamonada, mantequilla, atún en lata, manjar blanco, mermelada, paté, tortilla, huevo frito, etc. En los restaurantes se acompaña con torta, gelatina, empanadas, rosquillas, kekes, toda clase de sándwiches, donuts, arroz con leche, y otros dulces limeños. Es común entre las personas de la tercera edad el reunirse para ir a tomar el lonche a las panaderías. En los andes el término merienda se ha quechuizado, denominándose "mirinday" al refrigerio (comida ligera) que se come entre las 10:00 a. m. y las 2:00 p. m., por lo general la merienda se consume en el campo al aire libre.
- En Venezuela es común tomarla a las 16:00 (4:00 p. m.) o a las 21:00. También se toma a las 9:00 a. m. (merienda matutina). Usualmente consiste en galletas, frutas, bollos de pastelería (berlinesas, palmeras, milhojas, etc.), yogur, frutos secos, helado, etc. Como bebida se suelen tomar: café con leche, leche, chicha, chocolate, malta, néctares, refrescos, etc.